# Prasátko Babe
Prasátko Babe (anglicky The Sheep-Pig) je kniha pro děti, kterou napsal anglický spisovatel Dick King-Smith. Kniha poprvé vyšla v roce 1983 v Londýně a byla vydána nakladatelstvím Gollanz. Ilustroval ji a graficky upravil Gabriel Filcík a do českého jazyka ji přeložila Hana Petráková. V roce 1995 byla kniha také adaptována do filmového provedení jako Babe – galantní prasátko.
Příběh vypráví o prasátku, které sní o tom, že se stane ovčáckým prasetem a s pomocí svých přátel na farmě se mu svůj sen podaří splnit.

## Děj
Děj se odehrává v údolí na farmě, kde žije pan a paní Hoggetovi. Paní Hoggetová je upovídaná dáma, která vše dělá velmi důkladně a dlouho, ať už jde o mluvení nebo třeba jen o kývání hlavou. Na druhé straně je tu pan Hogget, který představuje klidného farmáře, jenž nikdy neplýtvá energií ani řečí. Společně se starají jak o svůj příbytek, tak i o mnoho zvířátek, která s nimi na farmě žijí. Mezi ně mimo jiné patří ovce, kočky, kachny, kuřata a mnoho další drůbeže. Hlavně ale kolie Fly, která je ovčáckým psem pana Hoggeta, a její čtyři štěňata.
Jednoho dne, kdy se v údolí koná dobročinný bazar, uslyší paní Hoggetová hlasitý ječivý zvuk, který se line přímo z místa, kde se bazar nachází. Když se pan Hogget na bazar vydá, rozhodne se obhlédnout, co lidé nabízí. U kostelní zdi si všimne ohrádky, kde se opět cosi rozkvičelo - malé růžové prasátko. Vedle ohrádky sedí farář s cedulí "Hádej, kolik vážím.". Prasátko tady vyhraje ten, kdo správně uhodne jeho přesnou váhu. Nakonec se rozhodne do soutěže zapojit i Pan Hogget, i když příliš nevěří tomu, že by mohl správnou odpověď uhodnout. K večeru se u Hoggetových doma rození telefon a pro překvapení všech - pan Hogget prasátko vyhrál.
Poté, co prasátko Babe přijede na farmu, se ho ujme fenka Fly a provede ho celou farmou. Později Babe uvidí, jak Fly trénuje svá štěňata ovčáckému řemeslu a uvědomí si, že by se také moc rád stal ovčáckým prasetem. Začne tedy s pomocí Fly poctivě trénovat a postupně se začne chovat stejně jako jakýkoliv pes. Každým dnem mu jde trénování lépe a lépe. Když si pan Hogget všimne nadání a pracovitosti prasátka Babe, rozhodne se ho přihlásit na zkoušky ovčáckých psů. Babe zde získá sto bodů ze sta a stane se ovčáckým prasetem pana Hoggeta.

## Přijetí díla a interpretace
Podle recenzí je Babe zjevně dětská kniha, ale objevují se v ní krásná poselství. Babe je popisováno nejslušnější knižní postava, jakou kdy potkáte, a ke všem se chová s respektem. Podle Walshové na PrimaryBookReviews se kniha nápadně podobá filmu (což je velmi výjimečné!) a vypráví hřejivý příběh o osiřelém prasátku, které našlo svou identitu a následovalo svůj sen. V tomto příběhu musí Babe prokázat odvahu, sílu a loajalitu své náhradní mamince (Fly), farmáři, a statečnost navzdory všem překážkám. Je o tom, jak jedno malé zvíře/člověk může mít tak obrovský dopad na životy každého. Změnil názory zvířat/lidí na ostatní a všem dokázal, že všechno je možné bez ohledu na to, kdo jste nebo jak vypadáte.
Mary Trachselová, že i když je vítězství prasátka v ovčácké soutěži vnímáno veřejností v knize jako zázrak, pro farmáře Hoggeta je úspěch, kterého Babe dosáhne, pouhým potvrzením důvěry mezi člověkem a jeho zvířecím partnerem. Podobně jako jiní prasečí hrdinové v King-Smithových románech, také Babe svým chováním čtenářům dokazuje, že prasata, přestože jsou chována na jídlo, jsou stejně inteligentní jako psi – a tudíž by měla mít stejná práva jako oni.
V roce 1984 kniha vyhrála cenu Guardian children's fiction prize.